# 圣菲利
圣菲利（義大利語：San Fili），是意大利科森扎省的一个市镇。总面积20平方公里，人口2800人，人口密度140.0人/平方公里（2009年）。ISTAT代码为078116。